# Last Stop: This Town
Last Stop: This Town är en låt och musiksingel av den amerikanska gruppen Eels. Singeln släpptes i CD-version och 7"-vinyl år 1998.

## Låtlista

### CD-singel
1. Last Stop: This Town (LP-version)
2. Funeral Parlor (tidigare outgiven)
3. Novocaine For The Soul by Moog Cookbook

### Kassettutgåva
1. Last Stop: This Town (LP-version)
2. Funeral Parlor

### 7"-vinyl

#### Sida A
1. Last Stop: This Town (LP-version)

#### Sida B
1. Funeral Parlor